# ジー・シネ・アワード・テルグ
ジー・シネ・アワード・テルグ（Zee Cine Awards Telugu）は、インドのテルグ語映画を対象とした映画賞。当初はジー・テルグ・ゴールデン・アワード（Zee Telugu Golden Awards）という名称だった。
映画賞はジー・エンターテイメント・エンタープライゼス傘下のジー・テルグが主催しており、2017年12月17日に第1回授賞式がハイデラバードのアンナプルナ・スタジオで開催された。

## 授賞式
- 第1回 - 2017年
- 第2回 - 2019年
- 第3回 - 2020年